# Nuclear Physics A
Nuclear Physics A: Nuclear and Hadronic Physics is een internationaal, aan collegiale toetsing onderworpen wetenschappelijk tijdschrift op het gebied van de kernfysica.
Het eerste nummer verscheen in 1967.
De naam wordt in literatuurverwijzingen meestal afgekort tot Nucl. Phys. A.